# Psychotria argentinensis
Psychotria argentinensis là một loài thực vật có hoa trong họ Thiến thảo. Loài này được Bacigalupo miêu tả khoa học đầu tiên năm 1952.